# Реджайна (FFH 334)
Канадский корабль Её Величества «Реджа́йна» (FFH 334) (англ. Regina) — сторожевой корабль класса «Галифакс», находящийся в составе Канадских вооружённых сил с 1993 года. «Реджайна» — пятый корабль своего класса — канадского проекта сторожевых кораблей. Это второй корабль, носящий название Канадский корабль Её Величества «Реджайна». Назван в честь города Реджайна, провинция Саскачеван.
Строительство «Реджайны» было начато 6 октября 1989 г. компанией MIL-Davie Shipbuilding в городе Лозон, провинция Квебек, и она была спущена на воду 25 января 1992 года. 29 декабря 1993 года она была официально укомплектована личным составом и помечена классификационным индексом корпуса 334.
Она относится к ВМС в Тихом океане и приписана к базе «Эскуаймолт».